# گرگ‌ها (فیلم ۲۰۲۴)
گرگ‌ها (به انگلیسی: Wolfs) یک فیلم دلهره‌آور و جنایی آمریکایی محصول ۲۰۲۴ به نویسندگی و کارگردانی جان واتس است. این فیلم در بخش خارج از رقابت در هشتاد و یُکمین جشنواره بین‌المللی فیلم ونیز در تاریخ ۱ سپتامبر ۲۰۲۴ به نمایش درآمد و در ۲۰ سپتامبر ۲۰۲۴ توسط کلمبیا پیکچرز  در ایالات متحده اکران محدودی داشت.. این فیلم نقدهای عموماً مثبتی از منتقدان دریافت کرد.
موضوع فیلم مربوط به این است که دو کارچاق‌کن حرفه‌ای، همزمان برای یک کار استخدام می‌شوند.

## داستان
مارگارت، که دادستان منطقه منهتن در نیویورک است، پس از مرگ ناگهانی یک مرد جوان در اتاق هتلش، دچار وحشت می‌شود. این مرد را شب قبل در بار هتل ملاقات کرده بود. او با شماره‌ای تماس می‌گیرد که برای چنین مواقع اضطراری به او داده شده بود و خدمات یک «کارچاق‌کن» بی‌نام را دریافت می‌کند. این فرد می‌آید تا جنازهٔ جوانی را که در اثر پریدن روی تخت از روی میز نوشیدنی شیشه‌ای سقوط کرده بود، از میان بردارد. اما ناگهان یک کارچاق‌کن دیگر که از طرف پام، صاحب مرموز هتل، فرستاده شده، وارد اتاق می‌شود؛ پام از طریق دوربین‌های مخفی همه چیز را دیده بود. برای محافظت از اعتبار هتل و آیندهٔ شغلی مارگارت، هر دو زن از این دو مرد می‌خواهند که همکاری کنند، هرچند به‌اکراه.
ابتدا دو کارچاق‌کن همکاری را نمی‌پذیرند، اما مارگارت به مرد خودش یادآوری می‌کند که اکنون تصویرش در دوربین‌ها ثبت شده و آن‌چه درباره‌اش شنیده چنین بوده: «کاری را که قبول می‌کنی، باید به آن پایبند باشی؛ و پایبندی به وعده، معیار یک مرد است.» در نهایت، این دو مجبور به همکاری می‌شوند؛ برای مارگارت یک هم‌داستان (عذر) می‌سازند، لباسش را عوض می‌کنند و او را به خانه می‌فرستند. آن‌ها در کیف پسر جوان، مقدار زیادی مواد مخدر پیدا می‌کنند. پام به آن‌ها دستور می‌دهد که این مواد را به صاحبان اصلی‌اش بازگردانند تا دردسر بیشتری پیش نیاید. مرد مارگارت با مهارت جسد را با چرخ دستی هتل به خودرواش منتقل می‌کند، اما در این میان معلوم می‌شود که پسر هنوز زنده است، ولی دچار اوردوز شده.
آن‌ها با بیهوش کردن پسر و گذاشتنش در صندوق عقب، شک می‌برند که مواد متعلق به محموله‌ای باشد که اخیراً از مافیای آلبانیایی دزدیده شده. آن‌ها پسر را نزد جون، پزشکی زیرزمینی که با هر دو رابطهٔ پیشین دارد، می‌برند. اما پسر که فقط لباس زیر به تن دارد، فرار می‌کند و تعقیب‌و‌گریزی در شهر آغاز می‌شود. پس از دستگیری دوباره و هوشیارکردن او با داروهای جون، دو کارچاق‌کن در هتلی فرسوده از او بازجویی می‌کنند. او توضیح می‌دهد که این مواد را برای دوستش، دیگو، باید تحویل می‌داد، اما دعوت‌شده به اتاق مارگارت، وسوسه شده و مواد را مصرف کرده است. محل تحویل مواد قرار است به پیجر دیگو ارسال شود؛ پسر باید آن را از کلوبی تحویل بگیرد.
در کلوب، پسر پیجر را می‌گیرد در حالی‌که دو مرد در مراسم ازدواجی گرفتار می‌شوند که رقص سنتی کولو در آن برگزار می‌شود و توسط دیمیتری، گانگستر خطرناک کروات، شناسایی می‌شوند. آن‌ها با وانمود کردن به این‌که با یکدیگر همکاری نمی‌کنند، جان سالم به در می‌برند، اما محافظ دیمیتری به حقیقت پی می‌برد. در یک کافه، دو کارچاق‌کن نتیجه می‌گیرند که قاچاقچی بزرگ مواد، لاگرانژ، که دیگو برایش کار می‌کند، احتمالاً محمولهٔ آلبانیایی‌ها را دزدیده، و پسر برای قربانی‌شدن انتخاب شده است. اگرچه می‌دانند که پسر احتمالاً کشته خواهد شد، اجازه می‌دهند محموله را تحویل دهد. سپس آدرس محل تحویل به پیجر ارسال می‌شود.
دو مرد از دور نظاره می‌کنند که پسر وارد انبار لاگرانژ می‌شود؛ دقایقی بعد، آلبانیایی‌ها به محل یورش می‌برند. دو کارچاق‌کن نیز مورد حملهٔ محافظان دیمیتری قرار می‌گیرند اما آن‌ها را می‌کشند و وارد انبار می‌شوند، جایی که افراد لاگرانژ و آلبانیایی‌ها همدیگر را قتل‌عام کرده‌اند. پسر زنده مانده و در صندوق عقب خودرویی پنهان شده. دو کارچاق‌کن قصد دارند او را بکشند تا رد خود را پاک کنند، اما در آخرین لحظه منصرف می‌شوند. پس از رساندن پسر به خانه با مترو، پدرش را تهدید می‌کنند که دربارهٔ ماجرا به کسی چیزی نگوید.
در حین صرف صبحانه در یک کافه در برایتون بیچ، این دو مرد به اشتراکات ناگفته‌شان پی می‌برند؛ از لباس‌ها و اسلحه‌هایشان گرفته تا کمر درد و عینک مطالعه‌شان، اما نمی‌توانند صریحاً این همدلی را به زبان بیاورند. مرد مارگارت می‌پرسد چگونه پام کارچاق‌کن دوم را قانع کرده تا با او همکاری کند، و او می‌گوید به او گفته‌اند: «کاری را که قبول می‌کنی، باید به آن پایبند باشی؛ و پایبندی به وعده، معیار یک مرد است.» آن‌ها درمی‌یابند که هر دو برای یک کارفرما کار می‌کنند، و نتیجه می‌گیرند که کل ماجرا طراحی شده بوده تا هر دو از بین بروند. با حضور آدمکش‌هایی که بیرون منتظرند، آن‌ها تصمیم می‌گیرند اگر زنده ماندند، برای اولین‌بار نام‌های واقعی‌شان را به هم بگویند — و سپس به‌سوی بیرون آتش می‌گشایند.

## بازیگران
- جرج کلونی در نقش جک
- برد پیت در نقش نیک
- ایمی رایان در نقش مارگرت
- آستین آبرامز در نقش کید
- پورنا جاگاناتان در نقش جون
- زلاتکو بوریچ در نقش دیمیتری
- ریچارد کایند پدر کید
- فرانسیس مک‌دورمند در نقش صداپیشهٔ پاملا داود-هنری[۱]

## تولید
در سپتامبر ۲۰۲۱ اعلام شد که جان واتس نویسندگی و کارگردانی این فیلم را بر عهده خواهد داشت و جورج کلونی و برد پیت بازیگر و تهیه‌کننده آن خواهند بود. کمپانی اپل تی‌وی پلاس حقوق این فیلم را پس از پیروزی در یک جنگ مناقصه استودیو به دست آورد. فیلمبرداری در شهر نیویورک در ژانویه ۲۰۲۳ با پیوستن ایمی رایان به بازیگران آغاز شد.

## بازخوردها
در وبگاه جمع‌آوری نقد راتن تومیتوز، ٪۷۱ از ۱۱۵ بررسی منتقدان مثبت است، و میانگینِ امتیاز آن ۶/۱۰ است. اجماع این وبگاه چنین می‌نویسد: «قدرت ستاره‌ای حرفه‌ای جرج کلونی و برد پیت به ولفس شور و حال می‌بخشد حتی زمانی که کلیشه‌های ژانر کارچاق‌کن را مرور می‌کند، و باعث بازگشت جذاب و دلپذیری می‌شود.» این فیلم در متاکریتیک که از میانگین وزنی استفاده می‌کند، بر اساس نظر ۴۸ منتقدین امتیاز ۶۱ از ۱۰۰ را کسب کرده که نشان‌گر «نقدهای عموماً مطلوب» است.